# Churfürstlich Sächsische Cassen Billets

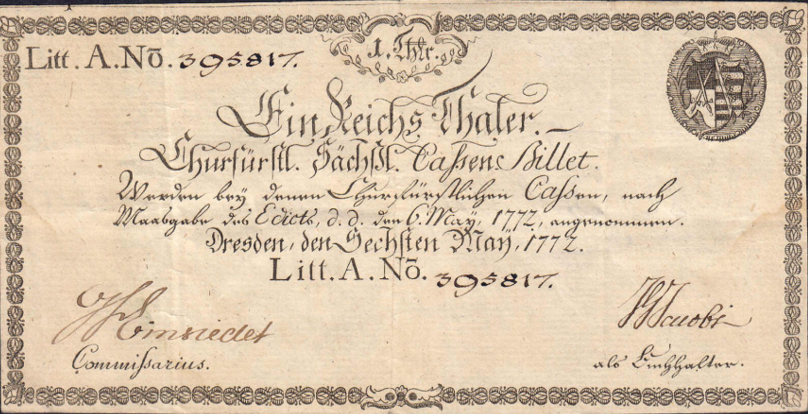
Churfürstlich Sächsisches Cassen-Billet im Wert von 1 Taler von 1772

Die Churfürstlich Sächsischen Cassen Billets waren ab 1772 im Kurfürstentum Sachsen ausgegebene Papiergeldscheine. Mit den Billets gab Sachsen als erster deutscher Staat Papiergeld heraus.

## Vorgeschichte
Nach Beendigung des Siebenjährigen Krieges 1763 war das Kurfürstentum Sachsen ökonomisch weitestgehend zerstört. Die Staatsverschuldung war hoch, Reparationszahlungen an Preußen verschärften die Lage noch und Hungersnöte verteuerten Lebensmittel, die Residenzstadt Dresden war nach dem Bombardement 1760 noch stark zerstört und es herrschte Geldknappheit. Auch die konsequente Schuldentilgung schränkte den finanziellen Spielraum Sachsens stark ein. Im Zuge des Rétablissements empfahl deshalb das sächsische Obersteuerkollegium, dem Kapitalmangel mit der Ausgabe von Staatspapiergeld entgegenzuwirken.
Vorbild war Wien, wo seit 1762 die Wiener-Stadt-Banco-Zettel ausgegeben wurden. Auch wurden bereits zu Beginn des 18. Jahrhunderts pfälzisch-jülich-bergische Geldscheine von der Privatbank Banco di gyro d’affrancatione emittiert. Viele ähnliche Papiergeldemissionen in Frankreich und Schweden scheiterten oft nach kurzer Zeit, und die Scheine wurden wertlos.

## Ausgabe von 1772

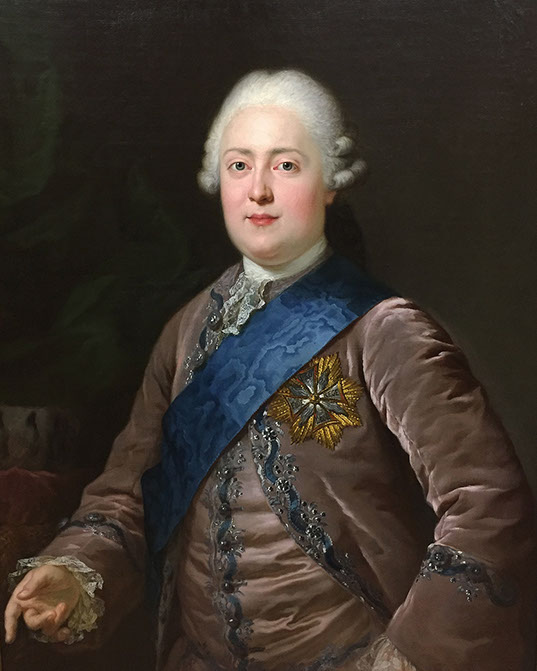
Anton Graff: Kurfürst Friedrich August III. von Sachsen, Öl auf Leinwand, 1768

Um die Krise zu beenden und ein Wirtschaftswachstum anzuregen, gab Sachsen unter Kurfürst Friedrich August III. am 1. Oktober 1772 die „Churfürstlich Sächsischen Cassen Billets“ heraus (Edict vom 6. Mai 1772).
Die Erstemission 1772 war auf eine Papiergeldmenge von maximal 1,5 Millionen Taler streng limitiert. Auch widerstand der sächsische Staat danach erfolgreich der Versuchung, die Geldmenge durch Neudruck der Billets später auszuweiten. Neue Geldscheine wurden nur gedruckt, um schadhafte und verschlissene alte zu ersetzen. Die dadurch wertstabilen Cassenbillets konnten bei Auswechselungskassen in Münzgeld zurücktauscht werden. Allerdings musste dafür ein Abschlag gezahlt werden, der bis zu neun Pfennig pro Taler betragen konnte.
Anders als beispielsweise die Wiener Banco-Zettel im Hochformat wurden die sächsischen Cassenbillets im Querformat hergestellt – ein Format, das bis heute beim Geldscheindruck dominiert. Zukunftsweisend war auch die übersichtliche Gestaltung der einseitig bedruckten Scheine. Für den Druck wurde Spezialpapier aus der Papiermühle in Penig des Papierfabrikanten Christian August Käferstein verwendet. Das Hauptwasserzeichen in der Mitte des Geldscheins zeigt die Großbuchstaben CSCBILL (Abkürzung für: Churfürstlich Sächsisches Cassen-BILLet). Als Sicherheitsmerkmal diente die handschriftliche zweifache Nummerierung der Cassenbillets. Die Geldscheinnummern wurden zur Kontrolle in Listen festgehalten. Wurde ein Schein ersetzt, wurde seine Kontrollnummer auf das neu gedruckte Exemplar übertragen. Die Scheine im Nennwert von einem bis hundert Talern (Stückelung zu 1, 2, 5, 10, 50 und 100 Taler) wurden in der Meinhold’schen Hofbuchdruckerei in Dresden gefertigt. Jede Nominalwertserie hatte außerdem noch einen eigenen Litt.(Littera)-Buchstaben, beispielsweise 1 Taler Litt.A, 2 Taler Litt.B, 5 Taler Litt.C usw. 
Alle 783.750 Scheine trugen zwei Unterschriften – von einem der Mitglieder der 1772 eingesetzten „Cassen-Billet-Commission“ und eine vom Buchhalter dieser Kommission. Zu Ausgabebeginn 1772 war die Kommission wie folgt zusammengesetzt: Christian Wilhelm von Nitzschwitz, Christoph Friedrich von Flemming, Karl Ferdinand Lindemann, Victor Carl von Vieth, Carl August von Schönberg, Johann Hilmar Adolph von Schönfeld, Albrecht Ludewig Graf von der Schulenburg, Carl Wilhelm Benno von Heynitz, Otto Bernhard von Borke, Gottlieb August Re(t)zsch, Friedrich Wilhelm von Ferber, George Matthias Rachel von Löwmannseck sowie als Buchhalter Heinrich Christian Spahn und sein Stellvertreter Johann Gottfried Jacobi.
1789 sind als Mitglieder nur noch von Flemming, von Schönberg, von Ferber, von Schönfeld, von Heynitz und zusätzlich Johann Friedrich Gürtler sowie als Buchhalter Johann Gottfried Jacobi verzeichnet.

## Neuausgaben ab 1804

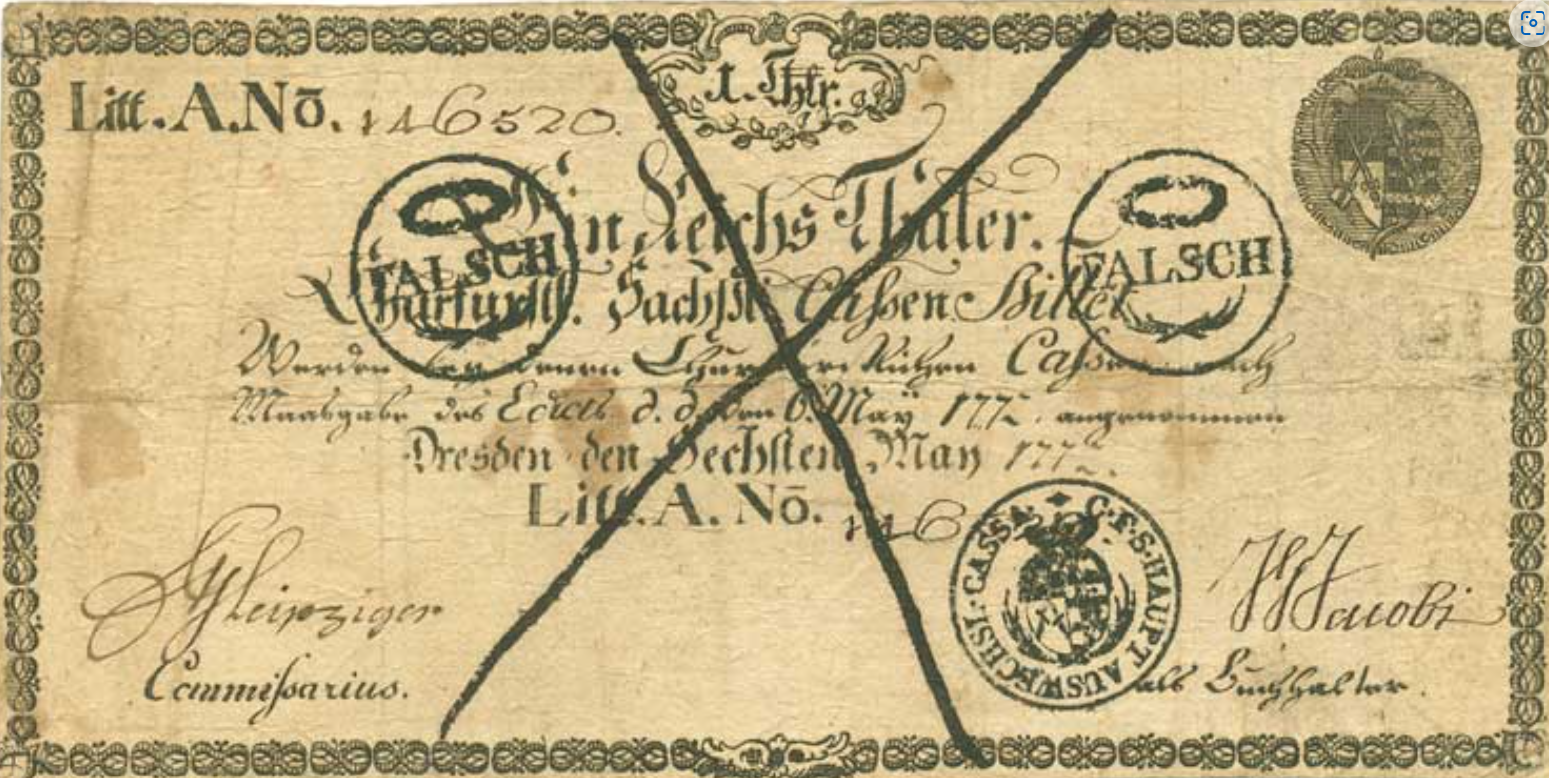
Fälschung eines Churfürstlich Sächsischen Cassen-Billets von 1772 im Wert von 1 Taler

Durch den regen Umlauf machten sich die Gebrauchsspuren auf den Billets deutlich bemerkbar und umso schwerer ließen sich echte von falschen Scheinen unterscheiden. Die Hauptauswechslungskasse hatte Probleme, die beschädigten Stücke durch neue zu ersetzen, und auch die Anzahl der Fälschungen nahm immer weiter zu. Deshalb wurde am 2. Januar 1804 eine neue, grafisch aufwendiger gestaltete Serie ausgegeben (Edict vom 1. Juli 1803).
Das bisherige Notenkontingent von 1,5 Millionen Reichstalern wurde auch bei den neuen Kassenbillets anfänglich beibehalten, die Inhaber der Billets von 1772 hatten bis 30. Juni 1804 Zeit, sie in den Auswechselungskassen umzutauschen. Da aber zugunsten der für den Umlauf bedeutenderen niedrigen Wertstufen auf Nominale oberhalb von 5 Reichstalern verzichtet wurde, standen trotzdem 40 Prozent mehr Geldscheine für den Publikumsverkehr zur Verfügung. Dass sich die Kassenbillets mittlerweile im Zahlungsverkehr etabliert hatten, zeigt die Herabsetzung des Zwangsaufgeldes und der Einwechselgebühr auf einen Pfennig pro Reichstaler. Zusätzlich zur Hauptauswechslungskasse in Dresden war es jetzt auch in Leipzig und Chemnitz möglich, die Billets in Münzgeld einzuwechseln. Die Nachfrage nach den Geldscheinen war so hoch, dass selbst an den öffentlichen Kassen ein Mangel entstand und die Billets gegen entsprechende Aufschläge bei anderen Bankanstalten aufgekauft werden mussten. Aufdeckern von Fälschern wurden 500 Taler Belohnung zugesichert.

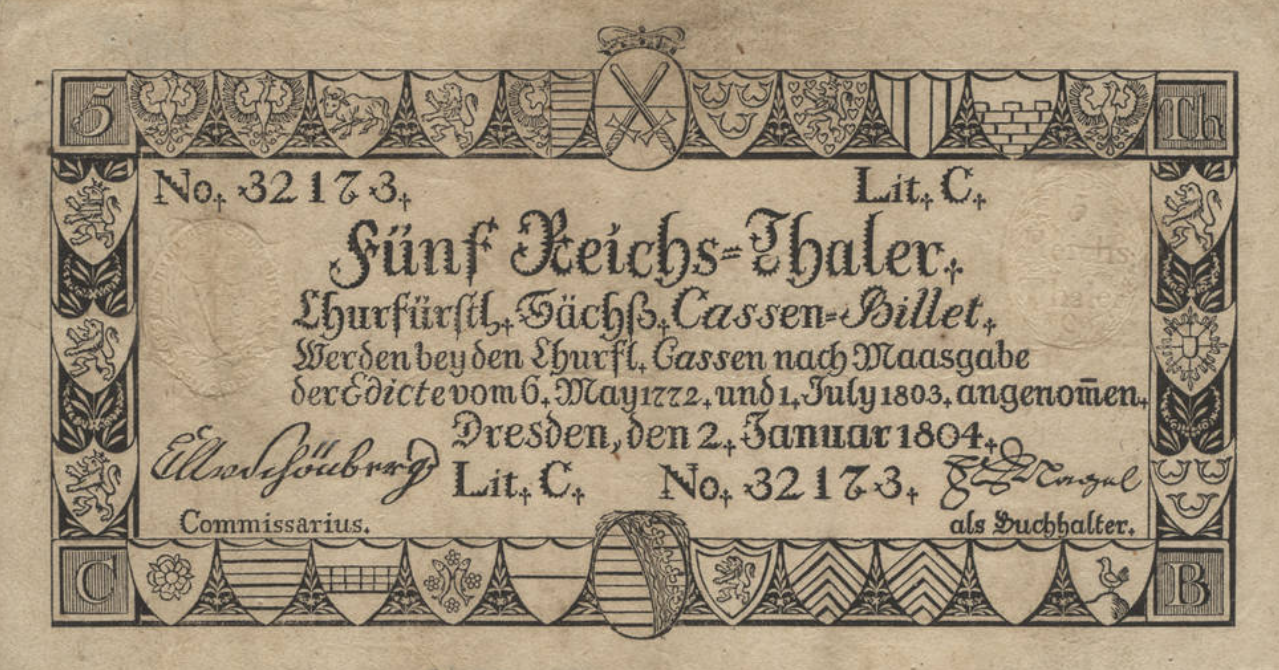
Churfürstlich Sächsisches Cassen-Billet im Wert von 5 Taler von 1804

Mit der Aufwertung Sachsens zum Königreich durch Napoleon ging ab 1806 mit dem größer gewordenen, nunmehr königlichen Hof und den neuen militärischen Verpflichtungen ein höherer Finanzbedarf einher.
Entgegen der bisherigen soliden Papiergeldpolitik wurde daher bis 1812 die Menge der Kassenbillets nach und nach auf 5 Millionen Reichstaler aufgestockt. Nach der Übertragung des Herzogtums Warschau an den sächsischen König 1807 wurde auch dort drei Jahre später nach sächsischem Vorbild Papiergeld eingeführt.
Die inflationäre Geldpolitik und die zunehmende Kriegsgefahr ließen das Vertrauen der Bevölkerung in das Papiergeld immer weiter schwinden. Als sich dann 1813 der Krieg den eigenen Grenzen näherte, setzte ein Ansturm auf die Auswechslungskassen ein, die daraufhin geschlossen werden mussten. Entsprechend fiel der Kurs der Kassenbillets gegenüber dem Münzgeld auf 79 Prozent des Nennwerts, erholte sich bis 1815 aber wieder vollständig.
Die Commission für die Kassenbillets setzte sich 1806 folgendermaßen zusammen: Carl August von Schönberg, Detlev von Einsiedel, Carl Friedrich Ludwig von Watzdorf, August Wilhelm Gotthelf von Leipziger bzw. George Carl Richter und als Buchhalter Johann Heinrich Nagels.

## Entwicklung ab 1815

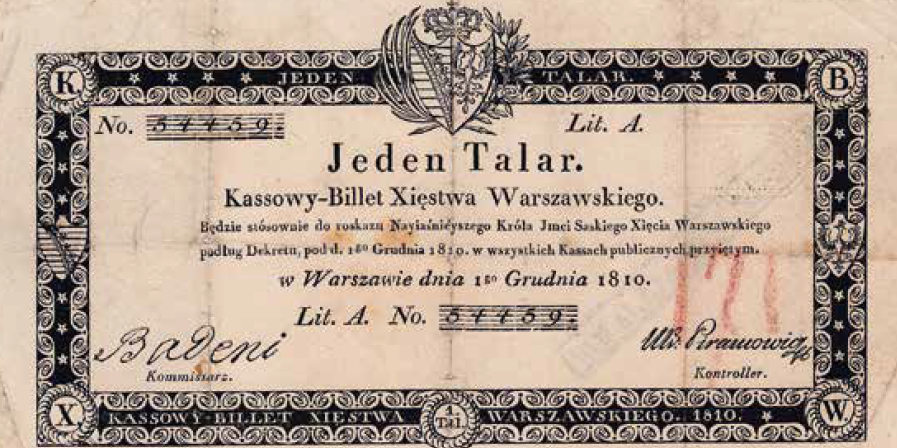
Cassen-Billet des Herzogtums Warschau im Wert von 1 Taler von 1810

Nach dem militärischen Sieg über Napoleon wurde Sachsen als Verbündeter Napoleons als Verlierer behandelt und musste auf dem Wiener Kongress als Kriegsentschädigung zwei Drittel seines Territoriums und knapp die Hälfte seiner Bevölkerung an Preußen abtreten. Preußen verpflichtete sich, anteilig für die ihm zugesprochenen sächsischen Gebiete die darauf liegenden Staatsschulden zu übernehmen. Dies bezog sich auch auf die Kassenbillets. Preußen übernahm somit sämtliche 1-Reichstaler-Scheine in Höhe von 1,75 Millionen Reichstalern und erklärte sie zu eigenem Staatspapiergeld. In Sachsen verblieben somit nur noch Geldscheine im Umfang von 3,25 Millionen Reichstalern.
Nach zweijähriger Schließzeit wurde am 18. Dezember 1815 die Dresdner Hauptauswechslungskasse wieder eröffnet und mit dem Edict vom 28. Dezember 1815 die Kassenbilletskommission mit den Mitgliedern Friedrich Wilhelm von Ferber, Finanzrat von Bünau, Kriegs-Kammerrat von Carlowitz und Hofrat Sahr wiedererrichtet. Als Ausgleich für die im Umlauf fehlenden 1-Reichstaler-Scheine wurden 400.000 „Interims-Cassen-Scheine“ gedruckt. Um den Papiergeldkurs weiter zu stabilisieren, wurde noch 1816 die Gesamtsumme an Kassenbillets auf 2,5 Millionen Reichstaler reduziert. Nach Edict vom 1. Oktober 1818 wurden die alten Kassenbillets von 1803 eingezogen und im selben Gesamtbetrag von 2,5 Millionen Reichstalern durch eine neue Serie mit einheitlichen Druckformat ersetzt.

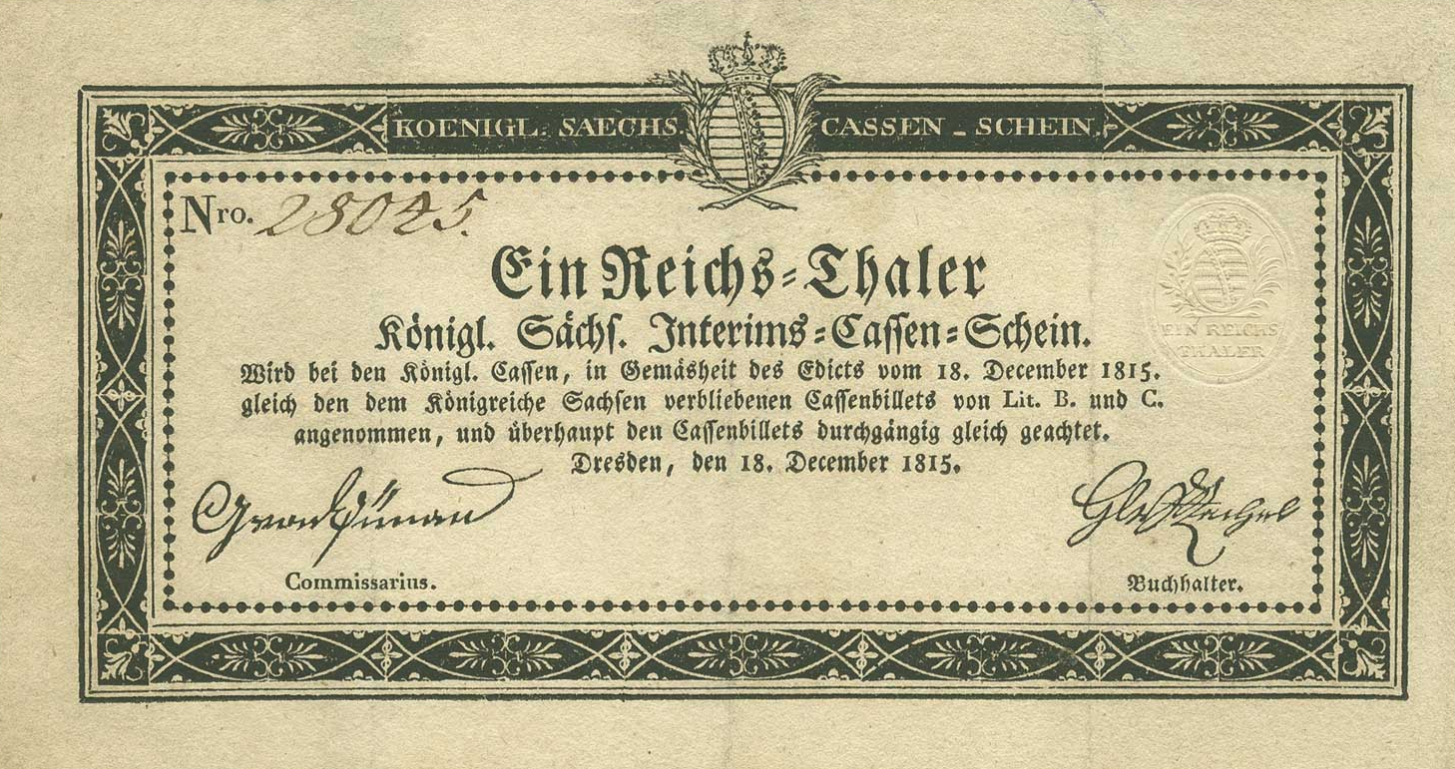
Interimskassenschein Sachsen 1815 1 Taler

Da der sächsische Staat auch in den folgenden Jahrzehnten eine maßvolle und streng kontrollierte Emissionspolitik betrieb (weitere Emissionen erfolgten 1840, 1855 und 1867), blieben die Cassenbillets im weiteren Verlauf des 19. Jahrhunderts ein aufgrund ihrer Stabilität solides Zahlungsmittel. Nach der Gründung des Deutschen Reiches und der Einführung der Mark-Währung wurden die letzten Cassenbillets bis zum 30. Juni 1876 gegen Banknoten in Reichswährung eingelöst.